# My Policeman
My Policeman es una película de drama romántico dirigida por Michael Grandage. Está basada en la novela del mismo título de Bethan Roberts. Está protagonizada por Harry Styles, Emma Corrin y David Dawson.

## Argumento
Ambientada en la década de 1950 en Brighton, un policía homosexual llamado Tom se casa con una maestra de escuela llamada Marion, mientras que mantiene una relación con Patrick, un curador del museo. El secreto que comparten amenaza con arruinarlos a todos.

## Reparto
- Harry Styles como Tom Burgess (joven)
  - Linus Roache como Tom Burgess (maduro)
- Emma Corrin como Marion Taylor (joven)
  - Gina McKee como Marion TAylor (madura)
- David Dawson como Patrick Hazlewood (joven)
  - Rupert Everett como Patrick Hazlewood (maduro)

## Producción
En septiembre de 2020 se anunció que Amazon Studios produciría la película. Michael Grandage estaba listo para dirigir un guion escrito por Ron Nyswaner, con Harry Styles y Lily James entrando en negociaciones para ser los protagonistas. James abandona las negociaciones en febrero de 2021 siendo reemplazada por Emma Corrin. En marzo de 2021 David Dawson, Linus Roache y Rupert Everett se unieron al elenco de la película; en junio de 2021 Kadiff Kirwa se incorpora al mismo.
El rodaje comenzó en abril de 2021 y tuvo lugar en Londres y Brighton.

## Estreno
Fue estrenada de manera limitada el 21 de octubre de 2022, antes de su lanzamiento en Prime Video el 4 de noviembre de 2022.